# Quartet (film, 1981)
Pour les articles homonymes, voir Quartette.
Pour plus de détails, voir Fiche technique et Distribution.
Quartet est un film franco-britannique réalisé par James Ivory en 1981.
Le film est sorti en France le 20 mai 1981.

## Synopsis
Un psychodrame propre à l'Angleterre du XIXe siècle, sur fond d'emprise psychologique d'un couple londonien au bord de la crise de nerfs sur une jeune femme d'origine antillaise, soudain seule et dont l'amant américain est incarcéré, le tout transposé dans le Montparnasse des années folles.

## Fiche technique
- Réalisateur : James Ivory
- Scénariste : Ruth Prawer Jhabvala adapté d'après le roman de Jean Rhys : Postures (1928)
- Dialogues français : Michel Maingois
- Décors : Jean-Jacques Caziot
- Costumes : Judy Moorcroft
- Photographie : Pierre Lhomme
- Musique : Richard Robbins
- Montage : Humphrey Dixon
- Production : Ismail Merchant, Humbert Balsan (asso), Connie Kaiserman (asso), Jean-Pierre Mahot
- Sociétés de production : Merchant Ivory Productions, Lyric International
- Société de distribution : Gaumont
- Format :  Couleur - 1,78:1 - 35 mm - Son mono
- Pays d'origine :  France -  Royaume-Uni
- Langues de tournage : français, anglais
- Genre : drame
- Durée : 100 minutes
- Tournage : d'octobre à décembre 1980
- Date de sortie :	
  - France : 20 mai 1981

## Distribution
- Alan Bates : H.J. Heidler
- Maggie Smith : Lois Heidler
- Isabelle Adjani : Marya Zelli
- Anthony Higgins : Stephan Zelli
- Pierre Clémenti : Théo le pornographe
- Suzanne Flon : Mme Hautchamp
- Daniel Mesguich : Pierre Schlamovitz
- Sheila Gish : Anna
- Armelia McQueen : le chanteur du night club
- Wiley Wood : Cairn
- Virginie Thévenet : Mademoiselle Chardin
- Daniel Chatto : Guy
- Bernice Stegers : Miss Nicholson
- Paulita Sedgwick : Esther
- Sébastien Floche : Édouard Hautchamp
- Isabelle Canto Da Maya : Cri-Cri
- François Viaur : Lefranc
- Dino Zanghi : un gardien de prison
- Michel Such : un gardien de prison
- Jean-Pierre Dravel : un gardien de prison
- Annie Noël : jeune fille
- Maurice Ribot : pianiste
- Pierre Julien : impresario
- Humbert Balsan : ami de l'impresario
- Serge Marquand : propriétaire du night club
- Muriel Montossé : Marjorie
- Caroline Loeb : la fille déguisée en nonne
- Jeffrey Kime : James
- Shirley Allan : Adriana
- Anne-Marie Brissonière : les oiseaux
- Marie-France De Bourges : les oiseaux
- Brigitte Hermetz : les oiseaux
- Josine Comellas : patronne du café
- Romain Brémond : un jeune
- Arlette Spetelbroot : la noyée
- Monique Mauclair : concierge de l'hôtel
- Jean-Philippe Puymartin : un photographe
- Pascale Ogier

## Distinctions
- Festival de Cannes 1981 : Prix d'interprétation féminine pour Isabelle Adjani (également récompensée pour Possession).